# En el pou Maria Lluïsa
En el pou Maria Lluïsa, coneguda també com a Santa Bàrbara Beneïda és una cançó popular molt emblemàtica per als miners asturians, lleonesos i les persones d'oficis relacionats amb la mineria del carbó. El Pou Maria Lluïsa (en asturià, Pozu Maria Luisa), és una de les poques explotacions d'hulla asturianes que segueix oberta i es troba a la localitat de Ciañu, al municipi de Llangréu.
El carbó s'explotà a Astúries des del segle xviii i aviat es convertí en un pilar econòmic fonamental en la província, sobretot a Les Conques Mineres d'Astúries (en asturià, Les Cuenques Mineres), fins ben entrat el segle xx. Els desastres a l'interior dels pous havien matat centenars de miners asturians, i l'ofici de miner, considerat el més perillós que hi havia, donava inspiració per a obres de teatre, poesies, pel·lícules i cançons populars de la zona.
La lletra parla del dolorós tornar a casa d'un miner ple de sang que relata a la seva dona, Maruxina, un accident al Pou Maria Lluïsa on han mort uns quants companys.
Santa Bàrbara és considerada la patrona dels miners. Actualment, és força comú sentir la cançó en tributs, homenatges, funerals o actes oficials; estant fortament lligada a la cultura popular. A Catalunya, per exemple, se celebra la Festa del Miner, a Ogassa (Ripollès), pels volts del 4 de desembre.
Hi ha diferents lletres segons l'artista. La versió catalana és del nordcatalà Pascal Comelade, del seu disc "L'Argot du bruit" (1998) i coneguda com a "Maruxina".

## Lletra
| En castellà: En el pozo María Luisa, tranlaralará, tranlará, tranlará. murieron cuatro mineros. Mira, mira Maruxina mira, mira como vengo yo. murieron cuatro mineros. Mira, mira Maruxina mira, mira como vengo yo. Traigo la camisa roja tranlaralará, tranlará, tranlará. de sangre de un compañero. Mira, mira Maruxina mira, mira como vengo yo. de sangre de un compañero. Mira, mira Maruxina mira, mira como vengo yo. Traigo la cabeza rota, tranlaralará, tranlará, tranlará. que me la rompió un costero. Mira, mira Maruxina mira, mira como vengo yo. que me la rompió un barreno. Mira, mira Maruxina mira, mira como vengo yo. Santa Bárbara bendita, tranlaralará, tranlará, tranlará. Patrona de los mineros. Mirad, mirad Maruxina mirad, mira como vengo yo. Patrona de los mineiros. Mirad, mira Maruxina mira, mira como vengo yo. Mañana son los entierros, tranlaralará, tranlará, tranlará, de esos pobres compañeros, Mira, mira Maruxina mira, mira como vengo yo. de esos pobres compañeros, Mira, mira Maruxina mira, mira como vengo yo. | ; En asturià: Nel pozu María Luisa, trianlará lará, trianlará. Nel pozu María Luisa, trianlará lará, trianlará. Morrieron cuatro mineros, mira, mira Maruxina, mira mira como vengo yo. Morrieron cuatro mineros, mira, mira Maruxina, mira mira como vengo yo. Santa Bárbara bendita, trianlará lará, trianlará. Santa Bárbara bendita, trianlará lará, trianlará. Patrona de los mineros, mira, mira Maruxina, mira, mira como vengo yo. Patrona de los mineros, mira, mira Maruxina, mira, mira como vengo yo. Patrona de los mineros, mira, mira Maruxina, mira mira como vengo yo. Traigo la camisa roxa, trianlará lará, trianlará. Traigo la camisa roxa, trianlará lará, trianlará. De sangre d'un compañeru, mira, mira Maruxina, mira mira cómo vengo yo. De sangre d'un compañeru, mira, mira Maruxina, mira, mira cómo vengo yo. Traigo la cabeza rota, trianlará lará, trianlará. Traigo la cabeza rota, trianlará lará, trianlará. Que me la rompió un costeru, mira, mira Maruxina, mira, mira cómo vengo yo. Que me la rompió un costeru, mira, mira Maruxina, mira mira cómo vengo yo. |